# Sankt Gallen Bears 2022
Questa voce raccoglie le informazioni riguardanti i Sankt Gallen Bears nelle competizioni ufficiali della stagione 2022.

## Lega B 2022

### Stagione regolare
| San Gallo 10 aprile 2022, ore 14:30 1ª giornata | Sankt Gallen Bears | 17 – 0 referto | Fribourg Cardinals | Stadion Gründenmoos\| Arbitro: \| Birnbaum \| |
| Arbitro:                                        | Birnbaum           |                |                    |                                               |

| San Gallo 18 aprile 2022, ore 14:30 2ª giornata | Sankt Gallen Bears | 6 – 5 referto | Luzern Lions | Stadion Gründenmoos\| Arbitro: \| Birnbaum \| |
| Arbitro:                                        | Birnbaum           |               |              |                                               |

| San Gallo 24 aprile 2022, ore 14:30 3ª giornata | Sankt Gallen Bears | 28 – 7 referto | Bienna Jets | Stadion Gründenmoos\| Arbitro: \| Birnbaum \| |
| Arbitro:                                        | Birnbaum           |                |             |                                               |

| San Gallo 7 maggio 2022, ore 14:30 5ª giornata | Sankt Gallen Bears | 50 – 0 referto | Geneva Whoppers | Stadion Gründenmoos\| Arbitro: \| Birnbaum \| |
| Arbitro:                                       | Birnbaum           |                |                 |                                               |

| Buchs 14 maggio 2022, ore 18:00 6ª giornata | Argovia Pirates | 15 – 27 referto | Sankt Gallen Bears | Sportanlage Suhrenmatte\| Arbitro: \| Petschovsky \| |
| Arbitro:                                    | Petschovsky     |                 |                    |                                                      |

| Friburgo 22 maggio 2022, ore 14:00 7ª giornata | Fribourg Cardinals | 6 – 12 referto | Sankt Gallen Bears | Stade du Guintzet\| Arbitro: \| Gerber \| |
| Arbitro:                                       | Gerber             |                |                    |                                           |

| San Gallo 28 maggio 2022, ore 14:30 8ª giornata | Sankt Gallen Bears | 28 – 7 referto | Argovia Pirates | Stadion Gründenmoos\| Arbitro: \| Strähl \| |
| Arbitro:                                        | Strähl             |                |                 |                                             |

| Bienne 12 giugno 2022, ore 14:30 10ª giornata | Bienna Jets | 7 – 10 referto | Sankt Gallen Bears | Sportplatz Mettmoos\| Arbitro: \| Böni \| |
| Arbitro:                                      | Böni        |                |                    |                                           |

| Plan-les-Ouates 19 giugno 2022, ore 14:00 11ª giornata | Geneva Whoppers | 0 – 50 referto | Sankt Gallen Bears | Centre sportif des Cherpines\| Arbitro: \| Ducommun \| |
| Arbitro:                                               | Ducommun        |                |                    |                                                        |

| Lucerna 26 giugno 2022, ore 14:00 12ª giornata | Luzern Lions | 9 – 2 referto | Sankt Gallen Bears | Stadion Allmend\| Arbitro: \| Urben \| |
| Arbitro:                                       | Urben        |               |                    |                                        |

### Playoff
| San Gallo 10 luglio 2022, ore 14:00 Finale | Sankt Gallen Bears | 10 – 6 referto | Luzern Lions | Stadion Lerchenfeld |

| 16 luglio 2022 Spareggio promozione | Sankt Gallen Bears | 6 – 20 | Zürich Renegades |  |

## Statistiche di squadra
| Competizione      | %Vittorie | In casa | In casa | In casa | In casa | In casa | In casa | In trasferta | In trasferta | In trasferta | In trasferta | In trasferta | In trasferta | Totale | Totale | Totale | Totale | Totale | Totale |
| Competizione      | %Vittorie | G       | V       | N       | P       | Pf      | Ps      | G            | V            | N            | P            | Pf           | Ps           | G      | V      | N      | P      | Pf     | Ps     |
| ----------------- | --------- | ------- | ------- | ------- | ------- | ------- | ------- | ------------ | ------------ | ------------ | ------------ | ------------ | ------------ | ------ | ------ | ------ | ------ | ------ | ------ |
| Stagione regolare | .900      | 5       | 5       | 0       | 0       | 129     | 19      | 5            | 4            | 0            | 1            | 101          | 37           | 10     | 9      | 0      | 1      | 230    | 56     |
| Playoff           | .500      | 2       | 1       | 0       | 1       | 16      | 26      | 0            | 0            | 0            | 0            | 0            | 0            | 2      | 1      | 0      | 1      | 16     | 26     |
| Totale            | .833      | 7       | 6       | 0       | 1       | 145     | 45      | 5            | 4            | 0            | 1            | 101          | 37           | 12     | 10     | 0      | 2      | 246    | 82     |